# 12. СС оклопна дивизија Хитлерјугенд
12. СС оклопна дивизија Хитлерјугенд (  – Хитлерова омладина) била је немачка оклопна дивизија у саставу Вафен-СС која се, током Другог светског рата, борила на Источном и Западном фронту. Као и сви остали делови Вафен-СС, проглашена је за злочиначку организацију на Нирнбершком процесу. 12. СС оклопна дивизија стекла је злочиначку репутацију већ током свог првог борбеног ангажовања у Нормандији.
Ова дивизија била је специфична по томе што је највећи део њеног људства био сачињен од припадника Хитлерове омладине који су били рођени 1926. год.

## Формирање и обука
Идеја о формирању СС дивизије која би у потпуности била сачињена од припадника Хитлерове омладине, потекла је од СС групенфирера Готлоба Бергера, у јануару 1943. године. Бергер је са својом идејом упознао СС рајхсфирера Хајнриха Химлера коме се она јако допала, и убрзо је постао њен ватрени заговорник.
План за формирање дивизије састављене искључиво од припадника Хитлерове омладине, рођених 1926. године прослеђен је Хитлеру на одобрење. Хитлер је такође био одушевљен овом идејом и 10. фебруара издато је званично наређење за формирање нове дивизије. Бергер је сам себе предложио за првог команданта дивизије, али је Химлер, уместо њега, за команданта изабрао ветерана из тада 1. СС оклопно-гренадирске дивизије Телесна гарда Адолфа Хитлера, СС-оберфирера Фрица Вита.
Убрзо затим, одржан је конкурс за избор амблема нове дивизије. Победило је решење код којег је на штиту била представљена Зиг руна Хитлерове омладине укрштена са кључем који је био симбол 1. СС дивизије.
До 1. септембра 1943. године, преко 16.000 припадника Хитлерове омладине завршило је шестонедељну основну обуку и пријавило се у новоформирану дивизију. Обука је настављена у Беверлоу у Белгији где је одлучено да се уместо, као оклопно-гренадирска, дивизија формира као оклопна. Већина регрута је била толико млада да су уместо дневног следовања дувана и алкохола добијали слаткише. У октобру 1943. године дивизија је добила своје коначно име и до краја рата је била позната као 12. СС оклопна дивизија «Хитлерјугенд».
Иако су припадници Хитлерове омладине одрасли задојени нацистичком пропагандом, њихово војно образовање је било минимално. Због тога је одлучено да се официрски и подофицирски положаји доделе искусним ветеранима из 1. СС оклопно-гренадирске дивизије како би овај недостатак био отклоњен. Обука припадника дивизије била је неуобичајена. Свестан чињенице да се дивизија мора у што краћем року оспособити за борбена дејства, њен командант Вит инсистирао је на што реалистичнијој обуци у којој је коришћена бојева муниција, како би се што уверљивије симулирали борбени услови. Овакав начин обуке створио је посебан однос између војника и официра који је био заснован на међусобном поверењу.
У марту 1944. године дивизија је проглашена борбено способном и пребачена је у рејон Руана, северозападно од Париза, где је требало да уђе у састав Оклопне групе Запад, која је чинила немачку оклопну резерву.
Током пролећа 1944. године дивизија је наставила са обуком у рејону Руана, што ће се показати веома корисним у месецима који ће уследити. 27. маја Вит је прославио свој 36 рођендан и његово скорашње унапређење у чин СС-бригадирфирера. Мирна «празнична атмосфера», како ју је описао један од гренадира, ускоро ће бити прекинута.
Почетком јуна 1944. године дивизија је проглашена потпуно способном за обављање борбених операција. Тенковско наоружање дивизије састојало се од 81 тенка Пантер, модел А и Г и 104 тенка Панцер IV, модел Х и Ј. Међу оклопним возилима налазили су се и ловци тенкова Јагпанцер IV/L70, три прототипа противавионског тенка Вирбелвинд, више противавионских топова калибра 20, 27 и 88 mm као и самоходна артиљериска оруђа Хамел, Веспе и СИГ 33 и стандардна вучна артиљеријска оруђа.
Снага 12. СС оклопне дивизије на дан 7.јуна је износила 17.000 људи, један батаљон са 2.000 војника био је у Арнхему на обуци. Њено одељење наоружано ловцима тенкова, СС панцерјагер абтеилунг 12, није било спремно за акцију и није имало довољно ловаца на тенкове.

## Кампања у Нормандији
Дана 6. јуна 1944. године савезничке снаге искрцале су се у Нормандији у склопу операције Оверлорд. 12. СС оклопна дивизија «Хитлерјугенд» је заједно са 21. оклопном дивизијом била најближа оклопна јединица. Због инсистирања на Хитлеровом одобрењу за употребу оклопних јединица, ова дивизија је добила наређење за покрет 6. јуна, тек у 14.30. СС-штандартенфирер Курт Мајер добио је наређење да највећом брзином упути своје снаге у област Евресија, 16 km југозападно од Кана. Мајерове моторизоване и оклопне колоне биле су тако систематски тучене из ваздуха од савезничке авијације, да су просечно напредовале једва 7 km на сат. Током тих напада је уништено 20 возила, 80 војника је погинуло или било рањено. Када је претходница дивизије коначно пред крај дана, у 22.00 стигла на своје зборно место у Евреси, њихови резервоари су били готово празни због сталних скретања, споре вожње и честог стајања. Мајер је очекивао да узме гориво из магацина близу Евресија, али када је тамо стигао, нашао је само поцрнелу бурад која се пушила. Савезнички авиони стигли су пре њега.
Борбена група 12. СС оклопне дивизије кретала се те ноћи према селима Сен Контест, Бирон и Оти, три и по километара северозападно од Кана. Та се група састојала од 25.-ог СС оклопно-гренадирског пука [три батаљона] , под командом СС-штандартенфирера Курта Мајера (познатијег под надимком «Оклопни Мајер»), подржана од стране тенкова 12.-ог СС оклопног пука [други батаљон, 90 тенкова Панцер IV], под командом СС-оберштурманфирера Макса Виншеа и артиљерије. Мајер је добио задатак да уништи канадске пешадијске и оклопне јединице које су напредовале ка унуштрањности француског копна. Према Мајеровим речима, његова јединица добила је задатак да «врати малу рибицу у море». Закаснивши због тешкоћа око набавке бензина, Мајерова борбена група још се није била прикупила за напад, кад су у зору 7. јуна наишли британски ловци бомбардери да поремете њихово развијање. Тог јутра Курт Мајер је посматрао с торња опатије Абеј д‘ Арден напредовање канадске 9. бригаде и 27. оклопног пука. Иако је главнина дивизије још била знатно заостала, Мајер је одлучио да нападне и Канађани су доживели жестоко ватрено крштење. До вечери 7. јуна они су потиснути на положаје с којих су кренули тог јутра. Иако су у страховитом нападу нанети значајни губици савезницима, фронт који су држале канадске јединице остао је компактан. Мајер је схватио да је ефекат изненађења праћен брзим наступањем, који је дао изузетне резултате на Источном фронту, неупотребљив у Нормандији и да је темељно извиђање кључ за успех даљих операција у Француској.
Упркос почетном успеху, напад 25.-ог СС пука изгубио је на силини и заустављен је због изостанка подршке од стране осталих елемената дивизије као и због недовољног и лошег извиђања положаја и правца наступања канадских јединица. Чета Хајлендера из пука Северна Нова Шкотска, која је прегажена код Отија, омогућила је преосталим четама да успоставе одбрамбене положаје и зауставе немачко напредовање. У првим минутима напада Шербрук Фјузирс су изгубили преко 25 тенкова Шерман. 12. СС оклопни пук успео је да потисне канадске јединице скоро 3,2 km, али су преостали делови Хајлендера из пука Северна Нова Шкотска, успели да, без артиљеријске и оклопне подршке, зауставе даље напредовање 25.-ог СС пука и успоставе чврсту одбрану.
Према сведочењима канадских заробљеника који су преживели напад, припадници 12. СС оклопне дивизије, исфрустрирани својим почетним неуспехом, устрелили су и на смрт премлатили више канадских заробљеника, а неки су чак прегажени камионима током пребацивања у позадину. Губици пукова Северна Нова Шкотска и Шебрук Фјузирса, износили су више од 500 погинулих, рањених и заробњених, 28 тенкова је уништено или оштећено. Мајер је изгубио око 300 војника и 9 тенкова.
У току дана, Мајер је успоставио своје командно место у опатији Арден, са чијег торња је имао одличан преглед терена. Предвече 7. јуна, у склопу планирања даљих акција дивизије, 7 Канађана је испитано, а затим и погубљено у просторијама опатије. После рата је установљено да је око 100 канадских војника, из различитих пукова, који су се предали 12. СС оклопној дивизији, погубљено. Мајеров пук био је распоређен у рејону села Оти и Бурон, са задатком да штити Карпике аеродром. На овим положајима остаће све до 8. јула када су након крвавих борби са канадском Хајлендерском лаком пешадијом били принуђени да се повуку.
Када је остатак Хитлерјугенд дивизије стигао у Кан, велики недостатак горива имао је за последицу, да дивизија није могла да буде убачена у борбу у пуној снази. Све што је Обергрупенфирер Сеп Дитрих [командант 1.-ог СС оклопног корпуса] могао да учини рано ујутро 8.-ог јуна, било је да пошаље Мајера, са свежим појачањима у тенковима и пешадији, у напад на Канађане који су се укопали са обе стране друма Кан-Баје, код Пито-ан-Бесена и Бретевил л‘ Оргејеза.
На поприште је 8. јуна стигао 26. СС оклопно-гренадирски пук под командом СС-оберштурмбанфирера Вилхелма Монкеа. Мајеров напад одбацио је део канадских снага, али је 7. канадска бригада успела да освоји групу села која се налазила у дубини од око 3 km у немачким положајима. 26. СС пук је запосео почетне положаје за напад, 1. батаљон је добио задатак да нападне у правцу Нури-ен-Бесана, не би ли направио брешу на споју између канадских и британских јединица. Као и приликом првог напада, немачке јединице нису извршиле скоро никакво извиђање противничких положаја због чега ће млади припадници дивизије, током напада, доћи под жесток ватрени удар са добро утврђених одбрамбених положаја. У напад је 1. батаљон кренуо без подршке тенкова. 2. батаљон је кренуо у напад са јаком артиљериском подршком у правцу Пито-ан-Бесена, и тако је започела жестока и крвава битка. Краљевски Винипешки стрелци нашли су се у Питоу под тешком ватром, и ускоро су угледали СС гренадире како се крећу кроз високо жито јужно од села. 2. батаљон је оштро напао, и после битке која је трајала цео дан по кућама и воћњацима, Канађани су били одбачени. Гренадири су у вештој акцији успели да окруже три чете Краљевских Винипешких стрелаца. Канађани су покушали да се извуку, али је већина војника погинула или била заробљена. Пошто је заузет Пито, 3. батаљон [25.-ог СС оклопно-гренадирског пука] уз подршку тенкова Пантер [1. батаљон 12.-ог СС оклопног пука], је кренуо у напад на Бретвил л‘ Оргејез.
Мајеров напад имао је мали почетни успех. Појединачне чете 12. СС оклопне дивизије, нападале су без икакве координације, фанатично јуришајући на канадске положаје, због чега су почетни немачки губици били изузетно велики. Мајер, у његовом познатом стилу, у напад је ишао на мотору и својим примером инспирисао људство. На канадском левом крилу, 1. батаљон је неустрашивом акцијом успео да избаци канадске Винипешке стрелце из Нурија али је напад застао када овај успех није благовремено искоришћен. Тенкови Пантер су прешли положаје Винипешких стрелаца и ушли Бретвил, али су ови задражали терен и одржавали тако упорну ватру, да су спречили СС гренадире да прођу кроз канадске положаје да би потпомогли тенкове. Један Пантер је стигао до батаљонског Главног стана Винипешких стрелаца, пре него што је био уништен. Када је још пет тенкова било погођено, Мајер је повукао своју групу. Немачки губици су износили 155 мртвих, рањених и несталих.
На канадском десном крилу, око 1.000 припадника 12. СС оклопне дивизије напало је, одмах по завршетку борби за Нури, 250 Канађана који су бранили групу села. Уз ефикасну подршку артиљерије, тенкова и тешких митраљеза Канађани су пружили жесток отпор. Број жртава на немачкој страни се брзо повећавао, а браниоци су успели да униште 8 немачких тенкова Пантер из Вуншаове оклопне чете која је имала задатак да подржи пешадију током напада. Када су Монкеове окрвављене чете престале са нападом на села у околини Нурија, Канађани су и даље чврсто држали своје положаје у близини Кана и Карпикеа. Поново су обе стране претрпеле значајне губитке и поново је дошло до убијања канадских ратних заробљеника од стране припадника 12. СС оклопне дивизије. У убијању су учествовали припадници 12.-ог СС оклопно-извиђачког батаљона које је у егзекуцијама лично предводио њихов командант СС-штурмбанфирер Герхард Бремер. Припадници 2.-ог батаљона Монкеовог 26.-ог СС пука, такође су учествовали у злочинима погубивши око 20 припадника Винипешких стрелаца, заробљених током борби у Нурију. Иако су борбе вођене у самом селу, тела канадских војника пронађена су на значајној удаљености од њега, што је упућивало на закључак да су ови војници прво били заробљени, а затим и погубљени.
По престанку напада, 12. СС извиђачки оклопни батаљон, распоређен западно од Монкеовог пука, успео је да 8. јуна заустави напад канадске 3. пешадијске дивизије у правцу Кана. Ова канадска јединица је била једина савезничка јединица, која је у почетној фази Операције Оверлорд достигла све предвиђене циљеве.
Неуспех у заузимању Бретвила, стајао је Немце Питоа. 7. Канадска бригада уз подршку тенкова и тешке артиљерије, у контранападу је потиснула 2. батаљон [изгубио 100 људи у тој акцији]. 9. јуна, у зору, фронт је био поново успостављен. 26. СС оклопно-гренадиски пук, извео је тог дана серију контранапада против Британаца и Канађана. 12. СС оклопни батаљон пионираца, 10.-ог јуна је кренуо акцију против канадских јединица које су држале позиције између пукова Хитлерјугенд дивизије [СС оклопно-гренадерски пукови 25. и 26.]. Немачки Пионирци [Инжењерија] су сматрани за елитну пешадију, специјализовану за јурише. Под заштитом мрака, пионирци су кренули да се приближавају канадским јединицама у тишини, али су ускоро били примећени. Смртоносна и тешка артиљериска паљба почела је као киша падати на изложене пионирце, зауставивши напад испред канадских линија. Чете 12.-ог СС оклопног батаљона пионираца, цео дан су покушавале да се извуку из опасне ситуације. Касно послеподне, пионирци су успели са напором да се повуку, изгубивши 80 мртвих, рањених и несталих. Савезничка бродска артиљерија је наставила да гађа позиције Хитлерјугенд дивизије и следећих дана. Канађани су се сада придружили Британској 50.-ој пешадијској дивизији у важном нападу на лево крило 12. СС оклопне дивизије, послеподне 11. јуна. 12. СС оклопно-извиђачки батаљон је показао своју вредност као јака мобилна ударна снага [5 чета]. Чета Пантера и оклопни извиђачки батаљон, сада су јурили да зауставе линију напредовања Британаца. Британски напад снаге једног пешадијског батаљона подржаног од 84 тенка је постао неодлучан, када је један тенк Шерман који се пробио, био уништен од противтенковског топа од 75mm, неколико метара од Немачког батаљонског командног места. Долазак из резерве чете Пантера, натерало је Британце на повлачење. Британци су изгубили 250 људи и 7 тенкова од немачке ватре. У исто време, Канадска 2. оклопна бригада предузела је напад против Монкеовог 26.-ог СС оклопно-гренадирског пука. Тежина напада је пала на 12. СС оклопни батаљон пионираца, који је тада дошао на линију јужно од Нури-ен-Бесана. У њиховом правцу је наступао пук тенкова Шерман, натоварени пешадијом. Пионирци су напредовање Канађана зауставили у блиској борби прса у прса. Тимови наоружани Панцерфаустима прикрадали су се Шерманима и исте уништавали, користећи се сеоским узаним путевима и стазама. Чета тенкова Панцер IV извршила је покрет према резервним позицијама на брду, који пружа предност висинске разлике у односу на канадске линије напредовања. Немачки удар на бок Канађана, имао је за последицу уништење 46 тенкова Шерман на попришту битке. Јуриш тенкова Панцер IV који је уследио, збунио је масу Канађана, и приморао да се врате на почетну линију напада. Скоро 200 Немаца је погинуло или рањено, укључујући уништена 3 тенка, током ове тешке битке.
Упркос снажним нападима и локалним успесима које је постигла 12. СС оклопна дивизија, она није успела да оствари свој главни задатак да баци противника назад у море. Након што су британске јединице досегле линију фронта коју је чврсто држала канадска 3. пешадијска дивизија, створена је сигурна основица за даље нападе у правцу Кана. Већ тада је било очигледно да су западни савезници успоставили снажан мостобран на континенту и да их је одатле немогуће истерати. Оклопна група Запад, у чијем саставу се налазила 12. СС оклопна дивизија и 21. група армија упустиће се у серију жестоких окршаја који ће на крају резултовати ослобађањем Нормандије.
Дана 14. јуна, бараж британске поморске артиљерије сравнио је са земљом командно место 12. СС оклопне дивизије и том приликом је погинуо командант дивизије Вит. На његово место постављен је Курт Мајер, који је са 33 године живота постао најмлађи командант дивизије у Другом светском рату.
Током следеће четири недеље, дивизија је успела да заустави све савезничке покушаје да заузму Кан. Жестина сукоба у рејону Кана била је далеко већа од било чега са чим су се немачки војници сусрели на Источном фронту. Упркос знатно већој бројчаној надмоћности савезника, као и сталним нападима из ваздуха, млади припадници 12. СС оклопне дивизије борили су се фанатично до самог краја. Млади СС гренадири су себе сматрали елитним ратницима, високо мотивисаним. За савезнике су били фанатици, за немце је то било не више од вршења дужности, борити се за отаџбину. Током прве недеље, јула месеца 1944. године. Мајер је прекршио наређење да брани положај северно од града по сваку цену и повукао је своју дивизију на нове положаје јужно од Кана. У борбама после Д-дана па све до 21. јула, дивизија је имала 2.000 погинулих и 4.000 рањених и несталих.
Међутим, дивизија није имала пуно времена за одмор. Већ 19. јула ангажована је против британско-канадских јединица које су учествовале у операцији Гудвуд. Одмах затим, дивизија је повучена са линије фронта у састав покретне резерве 1. СС оклопног корпуса. Уместо очекиваног одмора и попуне, дивизија се нашла у улози ватрогасца. Почетком августа учествовала је у заустављању две савезничке операције под називом Тоутлајз и Тректбл. Током Операције Тоутлајз, 60 тенкова 12. СС оклопне дивизије сукобило се са 600 тенкова канадске 1. армије. Упркос неуједначеном односу снага, дивизија је успела да заустави канадско напредовање.
Хитлерјугенд дивизија, сада сведена на једва неколико хиљада људи и шачицу оклопних возила, ангажована је на одбрани коридора кроз који су се немачке јединице повлачиле из џепа код Фалеза. Током ових борби, командир оклопног пука, Макс Вунше, заробљен је од стране британских снага. Џеп код Фалеза коначно је затворен 20. августа и у њему је заробљено више десетина хиљада припадника немачке 7. армије. Преостали делови 12. СС оклопне дивизије повучени су преко реке Сене.

## Повлачење – Стража на Рајни
Након борби код Фалеза, Хитлерјугенд дивизија је повучена на кратак одмор, али није обављена њена попуна и снабдевање. Поново је бачена у борбу током немачког повлачења на Француско-Белгијску границу. До септембра 1944. године број припадника дивизије износио је мање од 2.000, без оклопних возила и тешког наоружања. 6. септембра, команданта дивизије Курта Мајера, који је своју СС униформу заменио униформом официра Вермахта, заробили су белгијски партизани. Због ужурбаног повлачења дивизија није била у могућности да организује акцију спасавања. СС-обештурмбанфирер Хуберт Мајер постављен је за новог команданта дивизије.
У новембру 1944. године дивизија је повучена са линије фронта у Нинбург у Немачкој, где је требало да буде извршена њена реорганизација. Највећи део попуне чинило је особље немачког ваздухопловства и морнарице због чега реорганизована дивизија никада неће достићи елитни статус који је имала у пролеће 1944. године. Пред крај месеца, командант дивизије Хубер Мајер замењен је са СС-оберштурмбанфирером Хуго Красом, а 12. СС оклопна дивизија прикључена је 6. СС оклопној армији Сепа Дитриха, која се припремала за нову немачку офанзиву у области Ардена, познатију под називом операција Стража на Рајни чији циљ је био поновно заузимање Антверпена и заустављање даљег савезничког напредовања.
Операција је започела 16. децембра 1944. год. Борбена група Пајпер из састава 1. СС оклопне дивизије предводила је напад на савезничке положаје. Хитлерјуген дивизија, која је требало да наступа иза ове борбене групе и искористи њен почетни успех, касно је стигла на полазни положај због саобраћајне гужве коју је изазвала 12. фолксгренадирска дивизија. Када је дивизија стигла до прве борбене линије наишла је на снажан отпор америчких јединица на превоју Елзенборн. Упркос изузетним напорима дивизија није успела да пробије америчке положаје. Због тога јој је наређено да слева заобиђе ове америчке положаје и да настави да наступа иза 1. СС оклопне дивизије. Америчке снаге успеле су да зауставе даље напредовање дивизије, а након уништења Оклопне групе „Пајпер“ и напредовање целе Дитрихове армије. Пред крај године 12. СС оклопна дивизија пребачена је на југ у рејон Бастоња где је учествовала у жестоким борбама на прилазима овом градићу. До 18. јануара 1945. године. Хитлерјугенд дивизија је, заједно са осталим немачким јединицама, потиснута на почетне положаје.

## Мађарска – Аустрија
Дана 20. јануара 1945. године. Дитрихова 6. СС оклопна армија пребачена је у Мађарску где је требало да учествује у новој немачкој офанзиви чији циљ је било поновно заузимање мађарских нафтних поља и отварање пута ка Будимпешти где се у окружењу налазило 45.000 војника IX СС. брдског корпуса.
Још док се дивизија налазила на путу, IV СС оклопни корпус извршио је неколико безуспешних напада у циљу деблокаде гарнизона у Будимпешти. 12. СС оклопна дивизија је заједно са 1. СС оклопном дивизијом у склопу I СС оклопног корпуса, стигла у Мађарску почетком фебруара 1945. године, пар дана пре пада Будимпеште. Дивизија је одмах ангажована у борбама за ликвидацију Гранског мостобрана који су совјетске снаге образовале на десној страни Дунава, у близини града Грана. После жестоких борби у којима су са немачке стране учествовале 1. и 12. СС оклопна дивизија, мостобран је ликвидиран до краја фебруара.
Дивизија је затим требало да учествује у Операцији „Пролећно буђење“ (Operation Frühlingserwachen) чији циљ је био поновно заузимање мађарских нафтних поља. У жељи да операција буде спроведена у највећој тајности, Хитлер је забранио било какво извиђање пре почетка напада. Напад је почео 6. марта 1945. године по изузетно тешким временским условима. Отапање снега и честе кише претвориле су терен у блатњаву каљугу због чега су немачке јединице биле принуђене да наступају дуж малобројних уских путева. После почетног успеха, офанзива је заустављена снажним совјетским контранападом који је запретио потпуним опкољавањем немачких снага. Због неуспеха офанзиве, Хитлер, који је изгубио поверење у СС, наредио је да се врате почасне траке за рукаве, које су додељене дивизијама које су учествовале у нападу. Дитрих, којег је овакав захтев разбеснео, одлучио је да га не проследи својим људима.
Средином марта, снажан совјетски контранапад у близини Шталвајзенберга, разбио је немачку Армијску груп Балк због чега су преостале немачке јединице започеле опште повлачење у правцу Беча. Хитлерјугенд дивизија држала је одступницу немачким снагама у повлачењу, да би се 13. априла и сама повукла у правцу Беча. Повлачећи се кроз Оденбург и Хиртенбург, дивизија је избила код Линца у Аустрији, у чијој близини су се налазили истурени амерички положаји. 8. маја 1945. год. 10.000 преживелих припадника дивизије предало се америчким снагама у близини Енса. У последњем чину пркоса, дивизија је одбила да своја возила обележи белим заставама како су то Американци захтевали.

## Ратни злочини
Све у свему, преко 100 канадских ратних заробљеника погубљено је од стране припадника 12. СС оклопне дивизије. Њихово убиство и потоња потрага за задовољењем правде одлично су описани у књизи Непримерено поступање: Прича о убиству канадских ратних заробљеника у Нормандији, аутора Хауарда Марголиана (објавио Универзитет у Торонту, 1998), наслов оригинала, Margolian, Howard (1998). Conduct Unbecoming: The Story of the Murder of Canadian Prisoners of War in Normandy. University of Toronto Press. ISBN 978-0-8020-8360-9..
Приликом првог борбеног ангажовања дивизије, у јуну 1944. године, забележено је неколико случајева ратних злочина. 8. јуна, припадници 26. СС оклопно-гренадирског пука, под командом Вилхелма Монкеа, погубили су 36 канадских ратних заробљеника. Истог дана, извиђачка чета дивизије убила је више од 12 Канађана који су се предали.
Између 7. и 8. јуна 1944. године, више канадских ратних заробљеника погубљено је од стране припадника 25. СС оклопно-гренадирског пука под командом Курта Мајера. Заробљеници су погубљени у опатији Арден, јужно од Кана. Како је у овој опатији било смештено комадно место Курта Мајера, он и неколико њему потчињених официра оптужени су за ратне злочине. Каснија сведочења на његовом суђењу потврдиће да је Мајер издао наређење припадницима његовог пука да не узимају ратне заробљенике за време трајања борби. Жестоке борбе у Нормандији, донеле су зараћеним странама тешке губитке у људству и техници. Последица ових крвавих борби је била, да је свака страна оптуживала другу да крши ратна правила, да прљаво ратује, да чини злочине. Управо тада, многи заробљеници су кажњени за поступке војних јединица којима су припадали. Резултат обрачуна је био, да су обе стране незаконито убијале заробљенике током тешких и крвавих борби. Истина никад није једноставна, мора се разумети и уважавати чињеница да је Нормандија у лето 1944. била брутално поље смрти и убијања.
Све оптужбе за ратне злочине против 12. СС оклопне дивизије односе се на период од 6. до 17. јуна 1944. године. Жестина борби у близини Карпикеа, Отија и Бурона, дисциплина као и политичка индоктринација и фанатизам младих гренадира из Хитлерјугенда највероватније су створили окружење у којем је убијање ратних заробљеника било сасвим нормално, па чак и охрабривано од стране официра. У овом периоду је забележено да се 12 СС официра, припадника дивизије, супротставило убијању ратних заробљеника и да су њихови ставови убрзо превладали.
После рата, Мајеру је суђено и осуђен је на смртну казну од стране Канадског војног суда због убијања канадских и британских ратних заробљеника. У јануару 1946. године његова пресуда је преиначена у доживотну робију на интервенцију канадског генерал-мајора Кристофера Вокса, који је сматрао да су сви докази против Мајера били посредни. Вокс је инсистирао на томе да је у жару борбе било веома тешко разлучити ко је убио непријатеља, а ко ратног заробљеника. По њему, није постојао доказ да је Мајер лично наредио убијање канадских ратних заробљеника, али је чињеница да је он као командир, иако није лично учествовао у убијању, ипак одговоран за поступке својих војника. Међутим, докази у убиству канадских заробљеника на Мајеровом командном месту, били су посебно оптужујући. Вокс је истакао чињеницу да је у жару борбе тешко разлучити ко је непријатељ, а ко ратни заробљени, али се сведочења преживелих заробљеника о ликвидацији њихових другова, након саслушања у опатији Арден, где се налазило Мајерово командно место, нису могли бити игнорисани.
Дана 7. септембра 1954. године, захваљујући подршци неколико канадских и британских официра који су имали прилике да се сусретну са њим током борби у Нормандији, Мајер је пуштен из затвора.
Случај Вилхелма Монкеа је много сложенији. Оптужбе против њега су, неколико година након завршетка рата, подигле Британија, Канада и САД, због више одвојених инцидената. У првом случају, током напада на Белгију 1940. године, делови 2. батаљона 1. СС дивизије, под командом СС-хаупштурмфирера Вилхелма Монкеа, погрешно су обавештени да је командант њихове дивизије, Сеп Дитрих, погинуо током борби. У догађају који је уследио, а који је познатији као Вормутски масакр, око 80 британских ратних заробљеника из 2. батаљона Краљевског ворикширског пука, стрељано је у знак одмазде због Дитрихове смрти. Иако је неспорно да је до масакра заиста дошло, Монкеову уплетеност у овај злочин није било лако доказати, због чега му никада није суђено за ову оптужбу.
Неколико припадника његовог 26. СС оклопно-гренадирског пука 12. СС оклопне дивизије учествовало је 8. јуна у убијању канадских ратних заробљеника. Такође, након што је прешао у 1. СС оклопну дивизију, за време Арденске офанзиве, војници под његовом командом погубили су америчке ратне заробљенике у догађају који је познат као Масакр код Малмедија. Упркос многобројним оптужбама, ни једна нација није била успешна у покушају да изведе Монкеа на суђење пред неким од немачких судова.

## Команданти
- СС-бригадирфирер Фриц Вит (24. јун 1943—14. јун 1944)
- СС-бригадирфирер Курт Мајер (14. јун 1944—6. септембар 1944)
- СС-оберштурмбанфирер Хуберт Мајер (6. септембар 1944—24. октобар 1944)
- СС-бригадирфирер Фриц Крамер (24. октобар 1944—13. новембар 1944)
- СС-бригадирфирер Хуго Крас (13. новембар 1944—8. мај 1945)